# Рунду

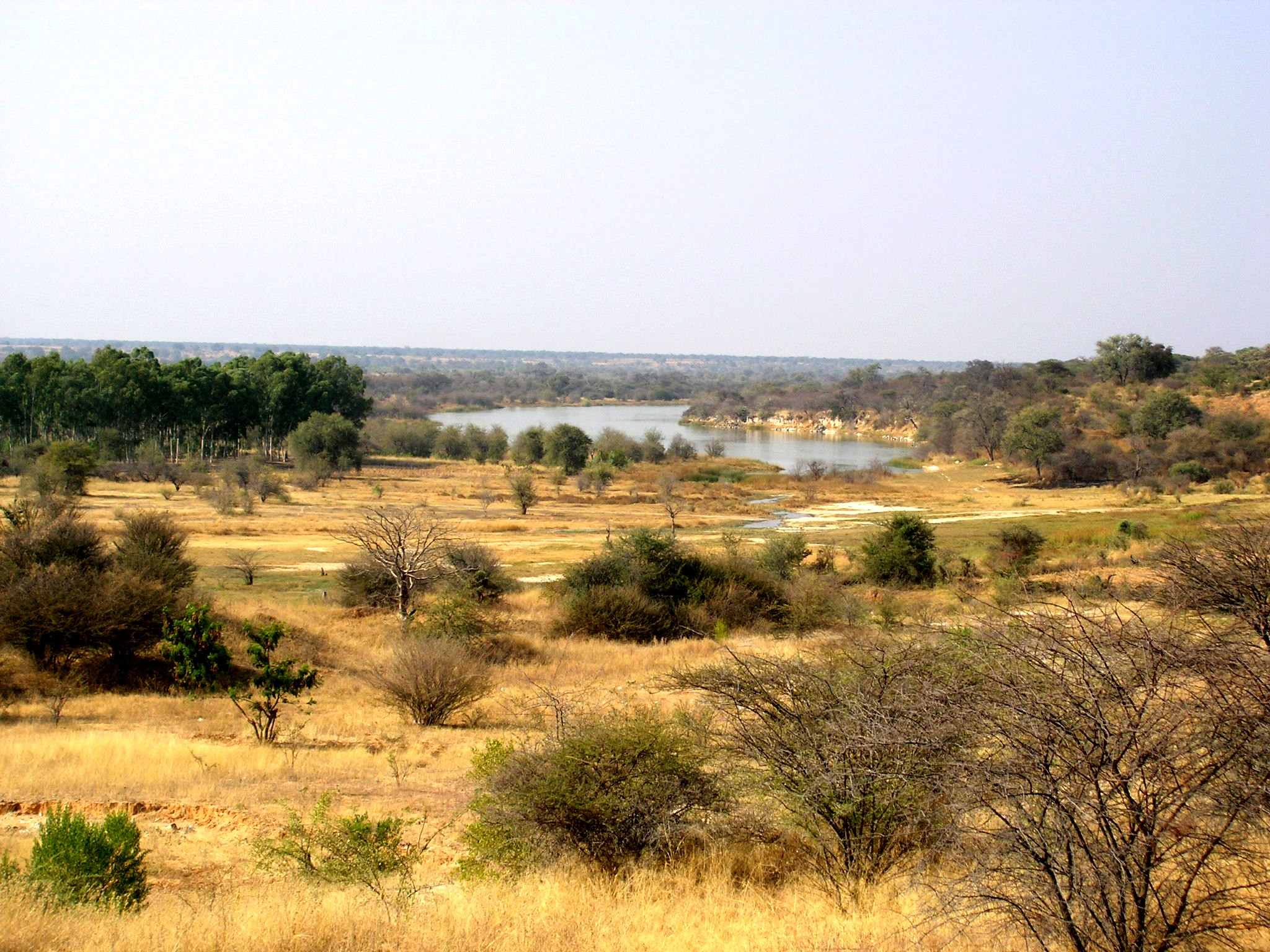
Річка Окаванго

Рунду (англ. Rundu) — місто в Намібії, адміністративний центр області Східне Каванго.

## Географія
Місто розташоване на кордоні з Анголою. Висота центру НП становить 1105 метрів над рівнем моря.

### Клімат
Місто знаходиться у зоні, котра характеризується кліматом помірних степів та напівпустель. Найтепліший місяць — жовтень із середньою температурою 26.7 °C (80 °F). Найхолодніший місяць — червень, із середньою температурою 16.1 °С (61 °F).
| Клімат Рунду            | Клімат Рунду | Клімат Рунду | Клімат Рунду | Клімат Рунду | Клімат Рунду | Клімат Рунду | Клімат Рунду | Клімат Рунду | Клімат Рунду | Клімат Рунду | Клімат Рунду | Клімат Рунду | Клімат Рунду |
| Показник                | Січ.         | Лют.         | Бер.         | Квіт.        | Трав.        | Черв.        | Лип.         | Серп.        | Вер.         | Жовт.        | Лист.        | Груд.        | Рік          |
| Абсолютний максимум, °C | 37           | 38           | 38           | 34           | 33           | 30           | 30           | 35           | 39           | 40           | 40           | 37           | 40           |
| Середній максимум, °C   | 29           | 28           | 28           | 28           | 26           | 23           | 24           | 27           | 31           | 32           | 31           | 30           | 28           |
| Середня температура, °C | 25           | 25           | 24           | 22           | 19           | 16           | 16           | 19           | 24           | 26           | 26           | 26           | 22           |
| Середній мінімум, °C    | 21           | 20           | 19           | 17           | 12           | 8            | 7            | 11           | 16           | 21           | 21           | 21           | 16           |
| Абсолютний мінімум, °C  | 11           | 15           | 11           | 7            | 1            | −1           | −2           | 0            | 7            | 8            | 11           | 15           | −2           |
| Норма опадів, мм        | 140          | 140          | 100          | 30           | 0            | 0            | 0            | 0            | 0            | 10           | 50           | 90           | 600          |
| ----------------------- | ------------ | ------------ | ------------ | ------------ | ------------ | ------------ | ------------ | ------------ | ------------ | ------------ | ------------ | ------------ | ------------ |
| Джерело: Weatherbase    |              |              |              |              |              |              |              |              |              |              |              |              |              |

## Транспорт
У Рунду є аеропорт.

## Демографія
Населення міста по роках:
| 1981  | 1991  | 2001  | 2010  |
| ----- | ----- | ----- | ----- |
| 12300 | 19366 | 44413 | 81501 |